# Platyscelio pulchricornis
Platyscelio pulchricornis är en stekelart som beskrevs av Jean-Jacques Kieffer 1905. Platyscelio pulchricornis ingår i släktet Platyscelio och familjen Scelionidae. Inga underarter finns listade i Catalogue of Life.